# 第八号輸送艦
第八号輸送艦 （だいはちごうゆそうかん）は、日本海軍の輸送艦。第一号型輸送艦の8番艦。離島への輸送任務中に撃沈された。

## 艦歴
マル戦計画の計画名特務艦特型、仮称艦名第2908号艦として計画。1944年5月8日、三菱重工業横浜造船所で建造番号553番船として起工。6月20日、第八号輸送艦と命名。同日付で本籍を横須賀鎮守府と仮定し、第一号型輸送艦の8番艦に定められる。
8月11日進水。15日、艤装員事務所を三菱重工業横浜造船所内に設置し事務開始。
9月13日竣工し、本籍を横須賀鎮守府に定められ、連合艦隊附属に編入。15日、艤装員事務所を撤去。以後小笠原諸島方面の輸送任務に従事。22日、八丈島向け輸送に従事。揚塔後横須賀へ帰投。25日、連合艦隊隷下に新編された第二輸送隊に編入。
12月24日、硫黄島輸送作戦の帰途、父島南南西でアメリカ駆逐艦ケイスほかと交戦し沈没した。
1945年2月10日、第八号輸送艦は第一号型輸送艦と第二輸送隊から削除され、帝国輸送艦籍から除かれた。

## 艦長
艤装員長
1. 加藤至誠 少佐：1944年8月10日 - 1944年9月13日

輸送艦長
1. 加藤至誠 少佐：1944年9月13日 - 1944年12月6日
2. 石井次郎 少佐：1944年12月6日 - 1944年12月24日 戦死、同日付任海軍中佐